# Heimbach (Renânia do Norte-Vestfália)
Heimbach é uma cidade da Alemanha localizada no distrito de Düren, região administrativa de Colônia, estado da Renânia do Norte-Vestfália.

## Galeria de imagens

Heimbach
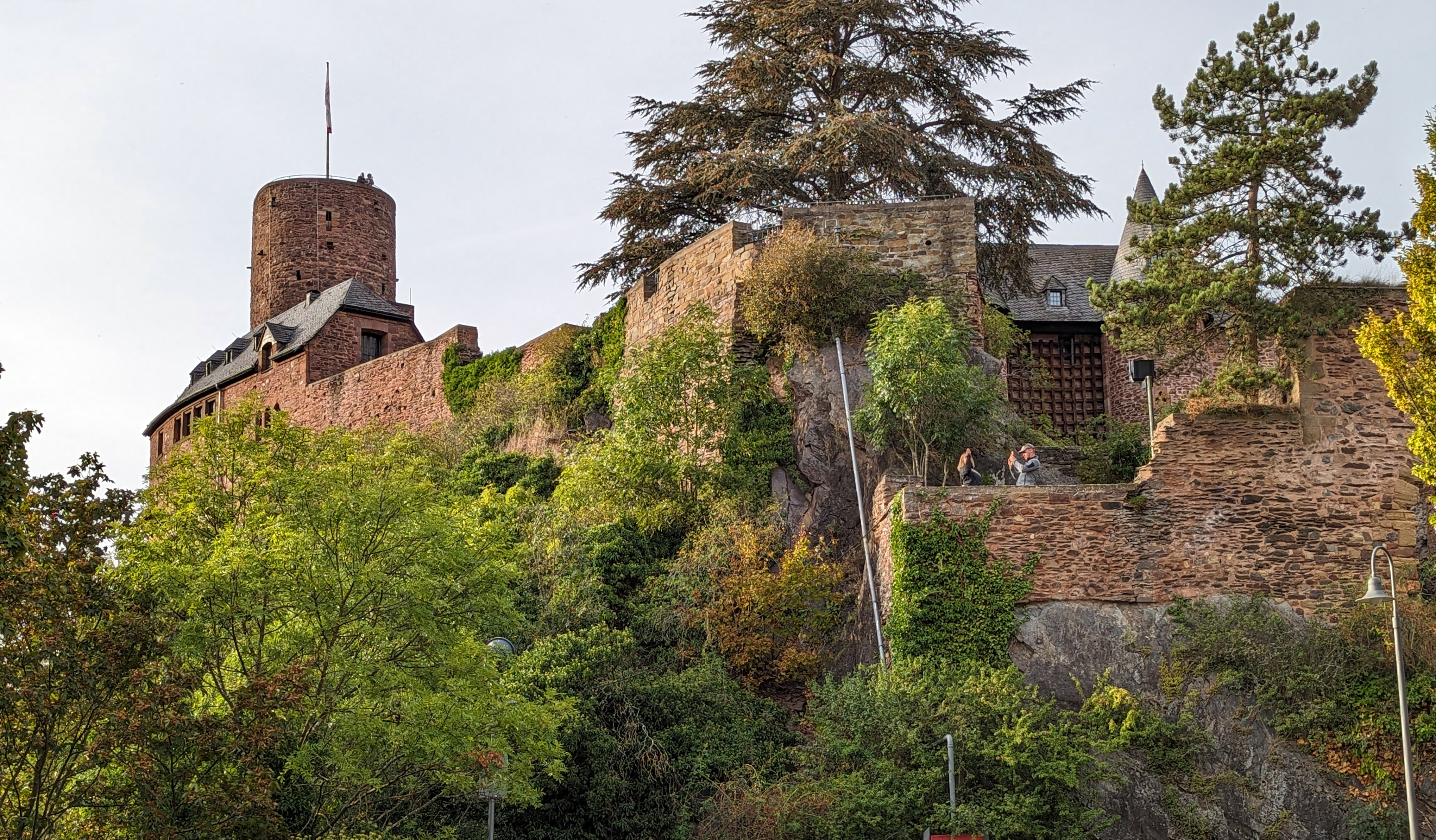
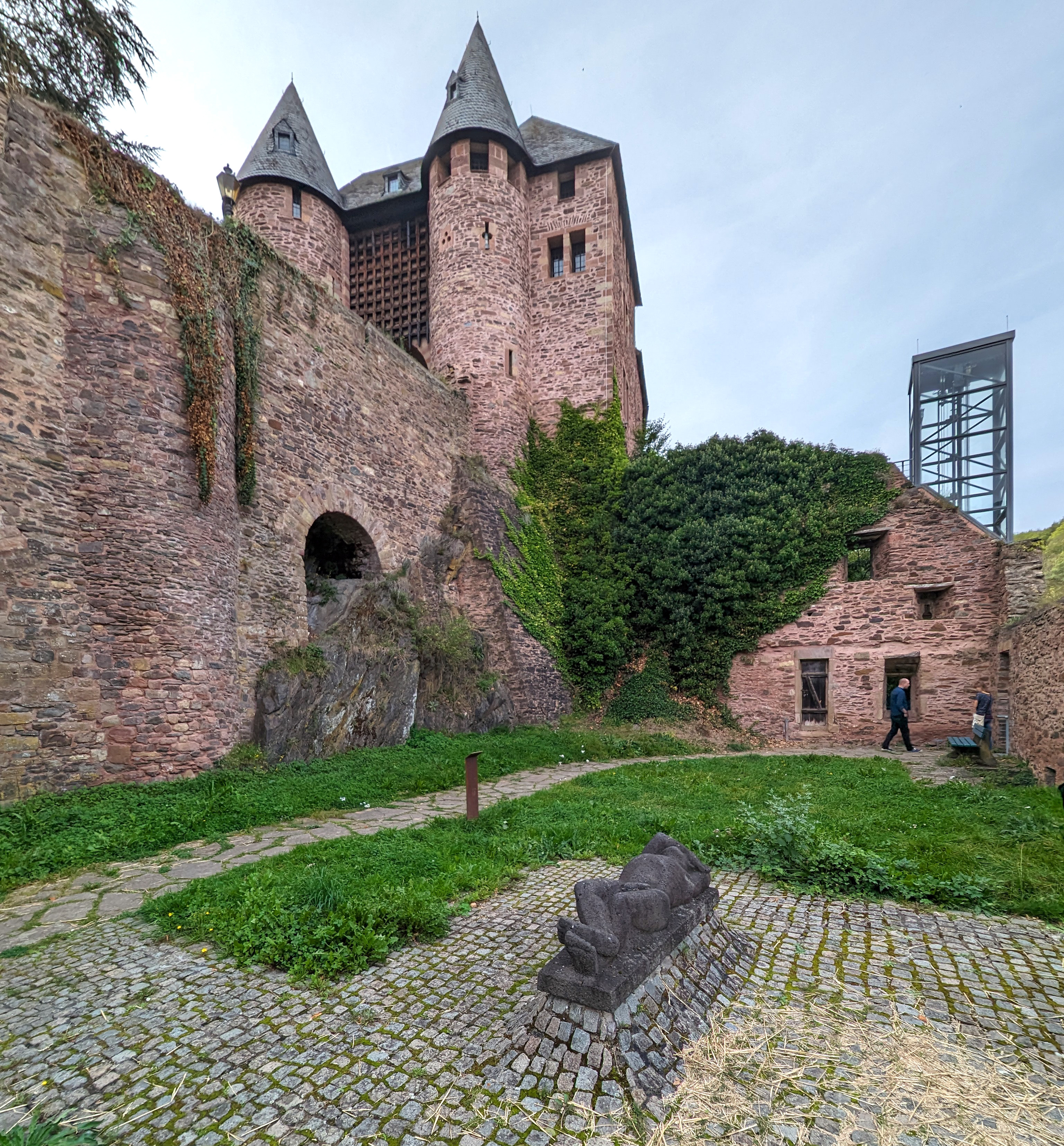
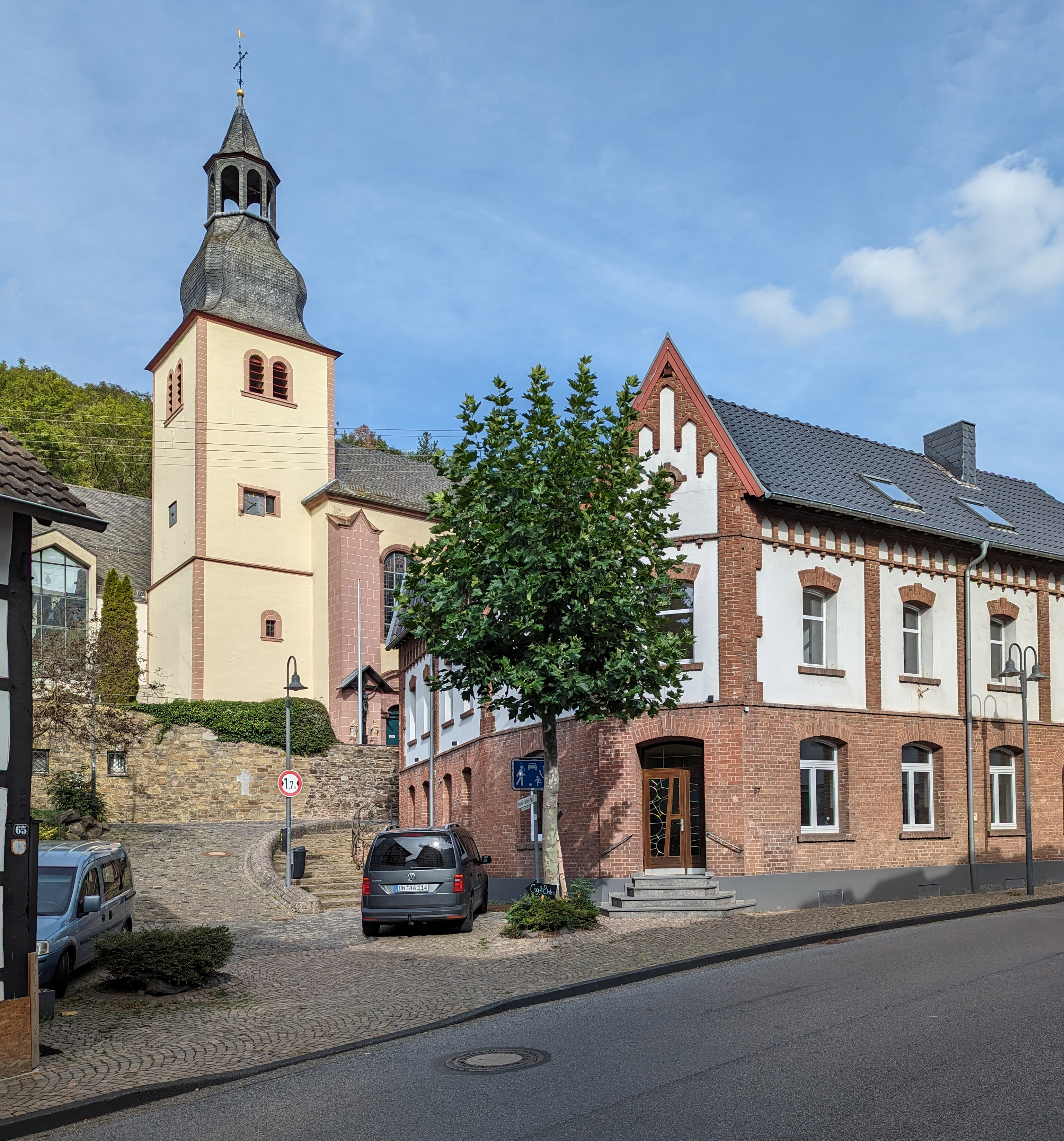
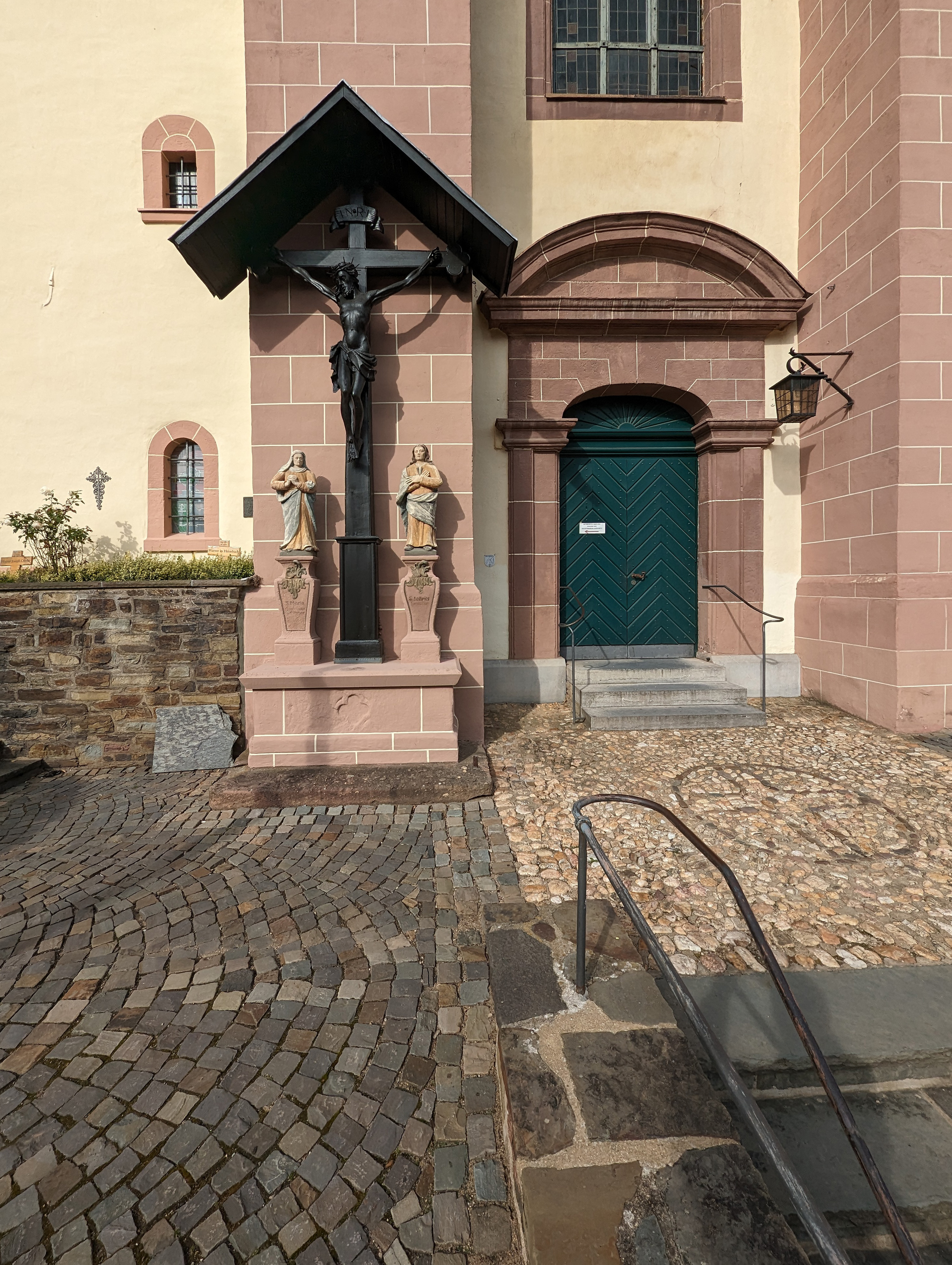
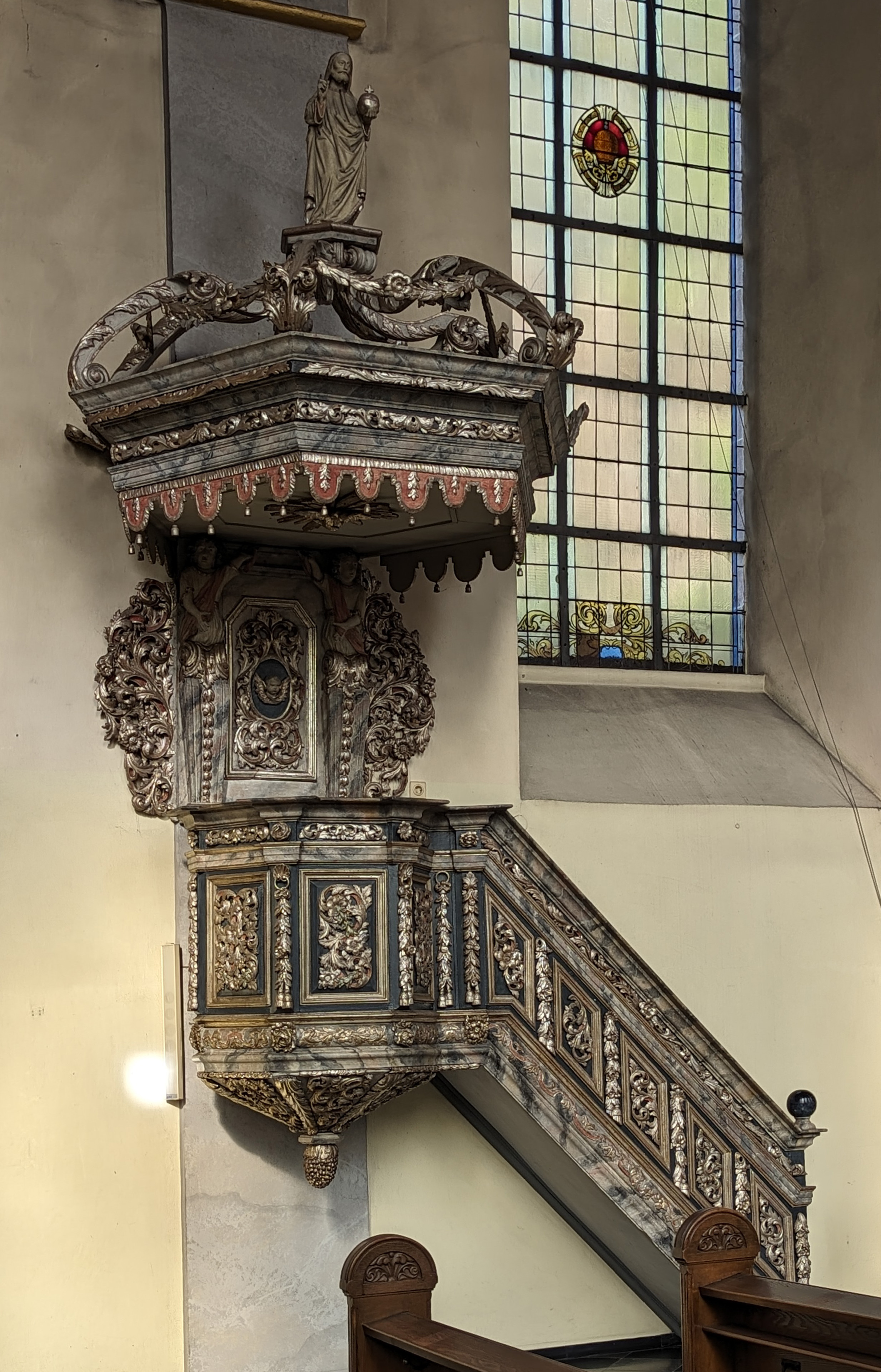
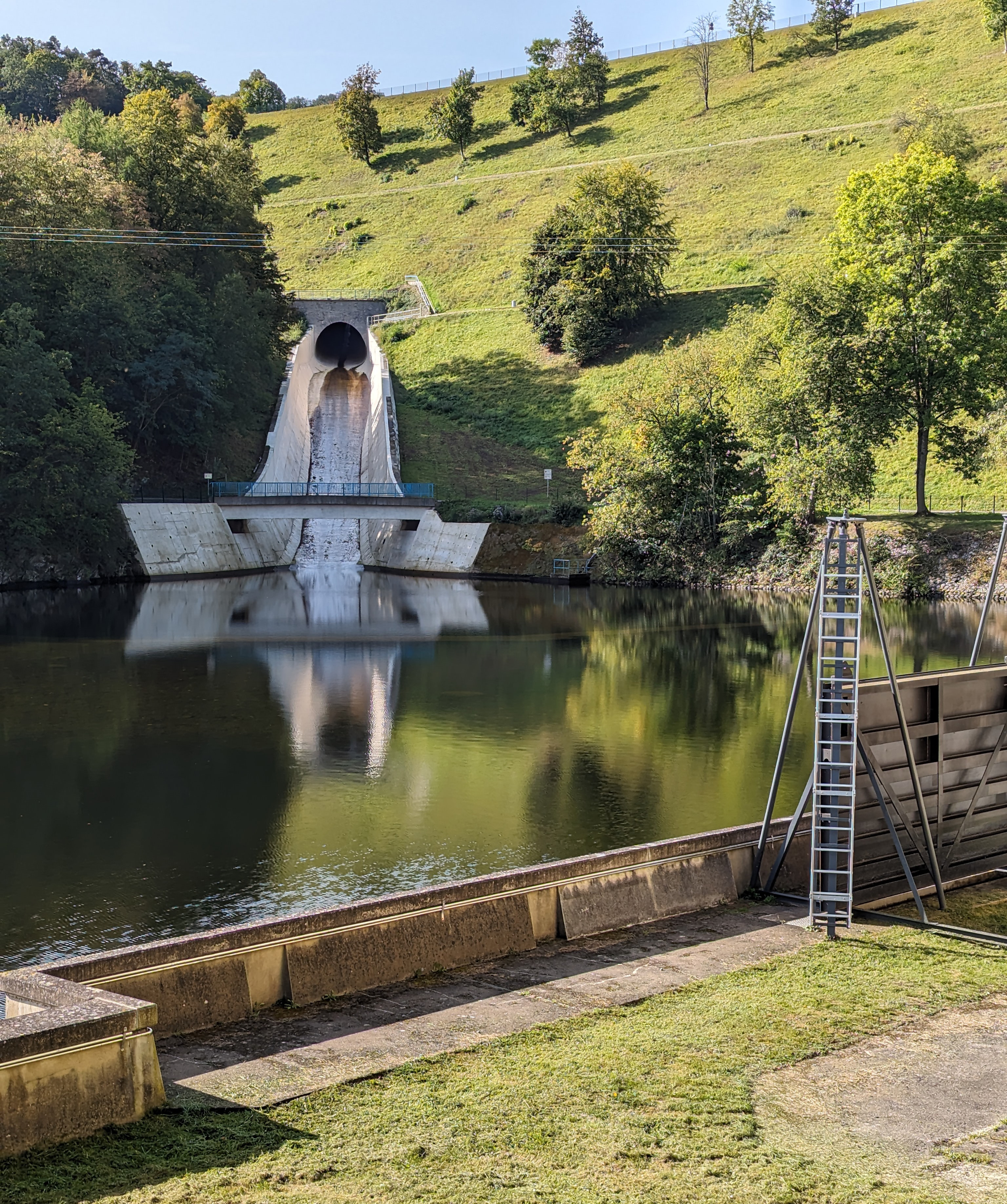
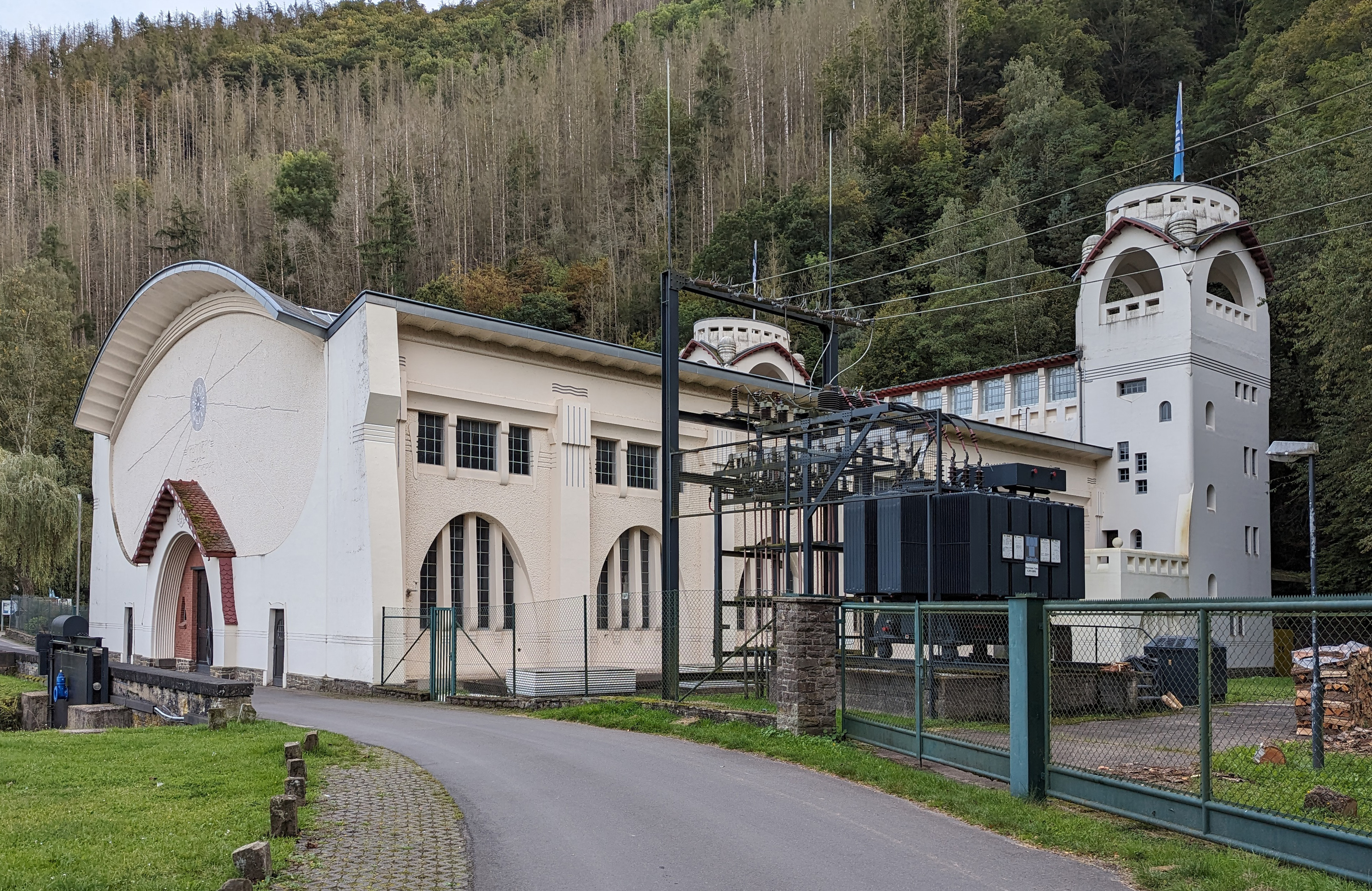
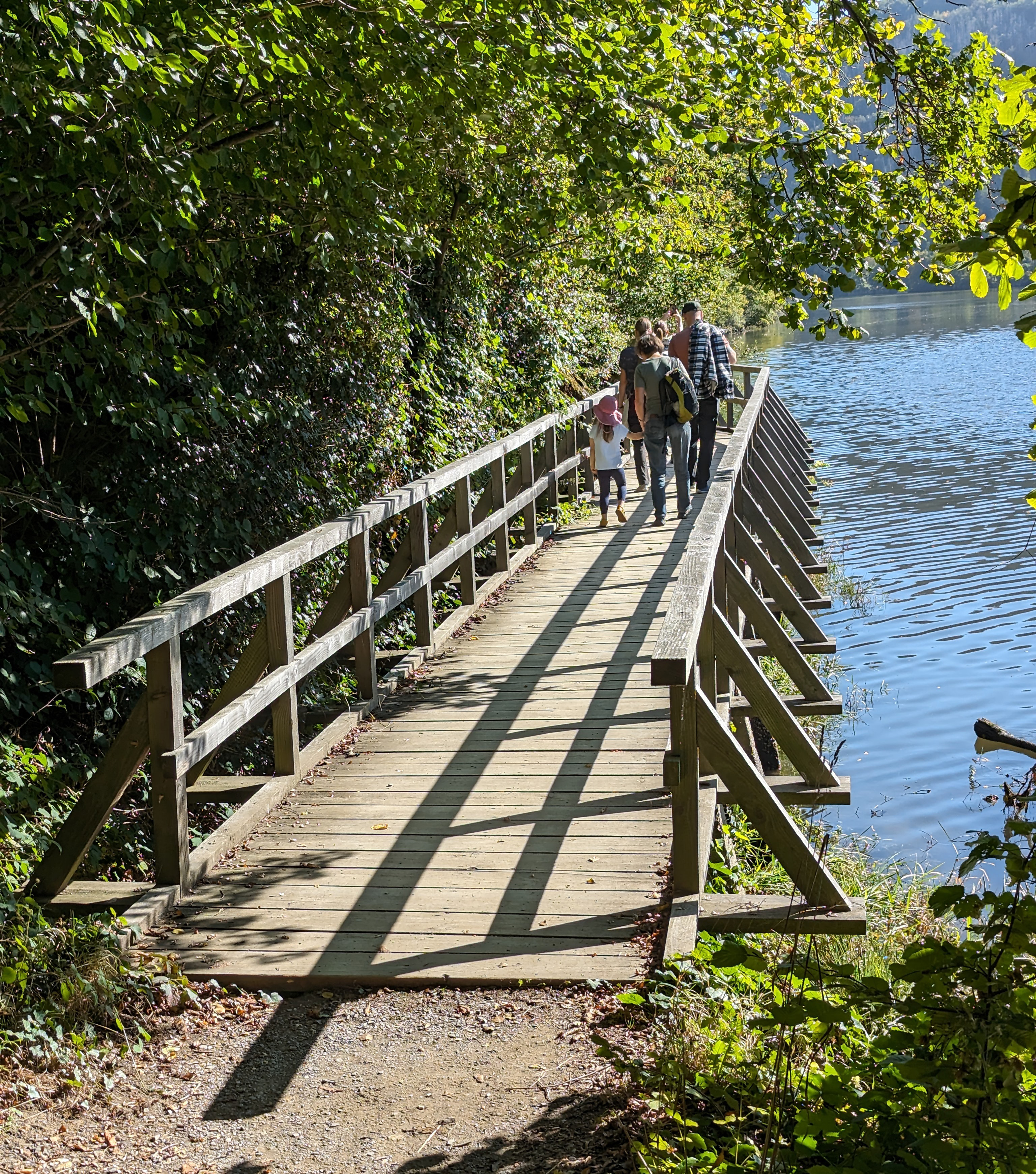
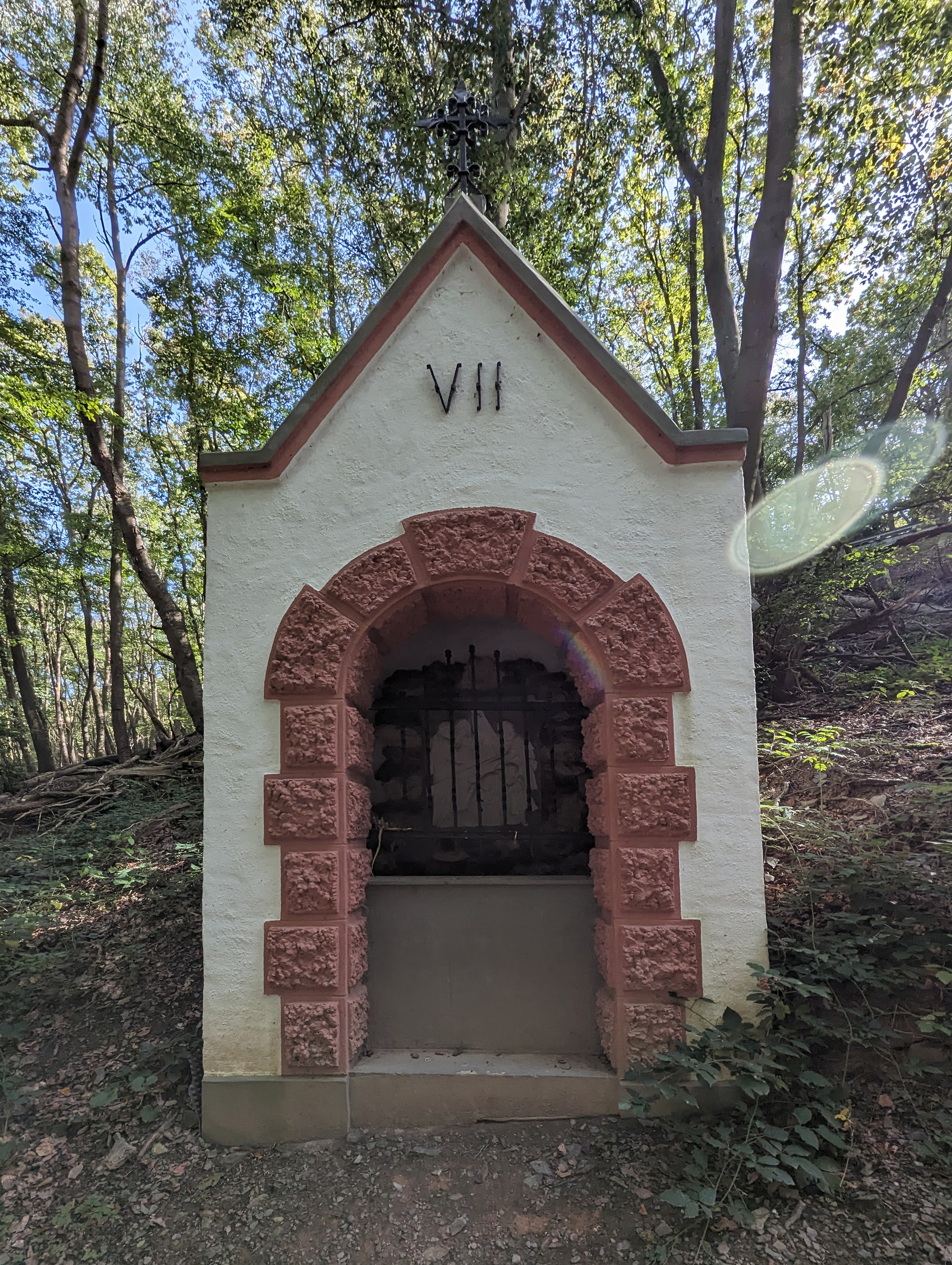
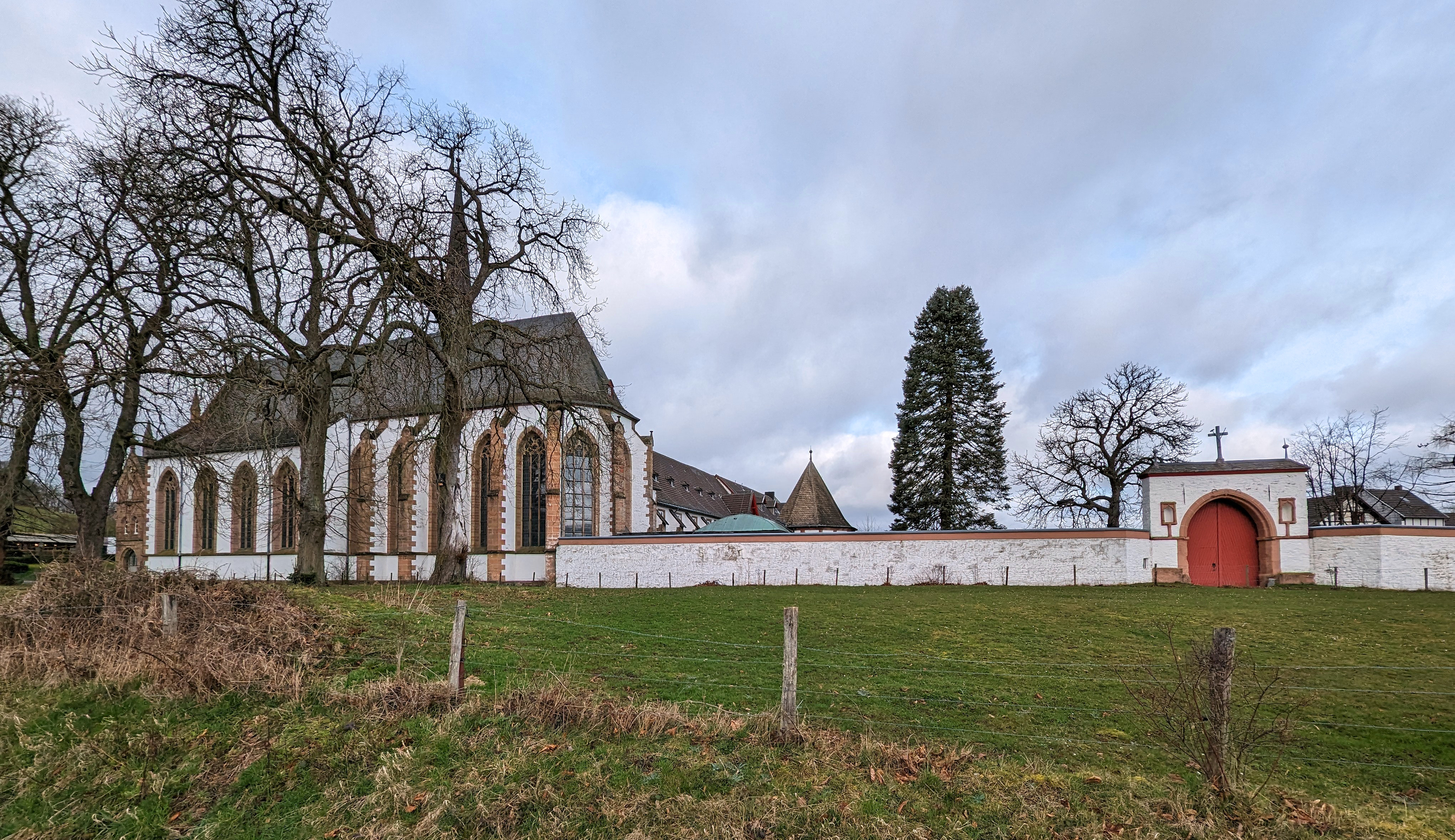